# 플란데런 백국
플란데런 백국(네덜란드어: Graafschap Vlaanderen, 프랑스어: Comté de Flandre, 독일어: Grafschaft Flandern, 라틴어: Comitatus Flandriae)은 오늘날의 저지대에 있었던 백국이다.
플란데런 백작은 원래 프랑스 왕국의 12대 대귀족 중 하나였다. 15세기 중반 이후 프랑스와 신성로마제국의 이중지배에 놓이게 되는데, 스헬더강을 경계로 이서는 프랑스 왕국 소속으로 "왕령 플랑드르(Kroon-Vlaanderen)"라 불리었고 이동은 신성로마제국 소속으로 "황령 플란데른(Rijks-Vlaanderen)"이라고 했다. 1384년부터 부르고뉴 공작 겸 부르군트 백작의 영지가 되어 부르고뉴령 네덜란드의 일부가 되었다. 이탈리아 전쟁 및 코냑 동맹 전쟁의 결과 맺어진 1526년 마드리드 화약으로 신성로마제국에 할양되어 완전히 프랑스에서 벗어났다.
1795년까지 신성로마제국의 부르군트 관구에 속해 있었다가, 프랑스 혁명전쟁 때 프랑스 제1공화국의 침공을 받아 프랑스에 합병되었다. 이후 1815년 신생 네덜란드 연합왕국에 넘겨졌다. 네덜란드 남부가 벨기에로 독립하면서 플란데런 백국의 옛 땅은 거의 벨기에에 속하게 되었다.